# 笆斗山駅
笆斗山駅（はとさんえき）は、南京市棲霞区燕子磯街道中十里長溝の東側にある、南京地下鉄1号線の駅である。

## 駅名
事業着手当初は南京地下鉄集団は「笆斗山駅」の仮称を用いており、2019年11月28日に「笆斗山駅」を駅名として第一次公示され、2020年1月18日に第一次公示のより駅名が「笆斗山駅」に決定したことが発表された。

## 歴史
- 2022年12月28日1号線の駅として開業[3]。

## 駅構造
地下2層構造の駅である。

### のりば
| 番線 | 路線            | 方面                | 行先              |
| ---- | --------------- | ------------------- | ----------------- |
|      | 南京地下鉄1号線 | 新街口・安徳門 方面 | 中国薬科大学 行き |
|      | 南京地下鉄1号線 | 八卦洲大橋南 方面   | 八卦洲大橋南 行き |

## 駅周辺
- 笆斗山

## 隣の駅
南京地下鉄
■1号線
八卦洲大橋南駅- 笆斗山駅- 燕子磯駅